# CF Intersport-Aroma Cobusca Nouă
O CF Intersport-Aroma Cobusca Nouă é um clube de futebol com sede em Cobusca Nouă, Moldávia. A equipe compete no Campeonato Moldavo de Futebol.

## História
O clube foi fundado em 2000.